# Peugeot Type 82, 92 e 104
Le Type 82, 92 e 104 erano tre modelli di autovettura di fascia alta prodotte tra il 1906 e il 1908 dalla Casa automobilistica francese Peugeot.

## Profilo
Nel 1906, la Peugeot introdusse la Type 82, una vettura di fascia alta che doveva riprendere l'eredità della Type 72. In particolare, la Type 82 fu proposta unicamente come cabriolet: era pertanto un'ammiraglia "a cielo aperto", una vettura d'alto rango per chi voleva godersi la guida all'aria aperta. La Type 82 era di dimensioni generose per l'epoca: 4.1 m di lunghezza per 1.6 di larghezza, su un telaio dal passo pari a 2.89 m che favoriva l'abitabilità interna. Era equipaggiata con un motore a 4 cilindri da 3706 cm³ in grado di spingere la vettura a una velocità massima di 78 km/h. Fu prodotta solo nel 1906 in 200 esemplari.
Fu rimpiazzata nel 1907 dalla Type 92, una vettura disponibile in due varianti di carrozzeria, torpedo e spider, le quali identificavano le quattro versioni in cui la Type 92 poteva essere venduta. In particolare, le Type 92 B e D erano quelle disponibili con carrozzeria torpedo, mentre le Type 92 A e C erano quelle disponibili con carrozzeria spider. Quest'ultima era anche più corta della torpedo, sia nel passo (passato da 2.89 a 2.82 m), sia nella lunghezza complessiva del corpo vettura (da 4.3 a 4 m), in modo da accrescere l'agilità di marcia, la sportività e la leggerezza. Le Type 92 erano tutte equipaggiate dallo stesso motore montato sulla Type 82 e anche le prestazioni non cambiavano, pur essendo le versioni spider leggermente più brillanti. Le Type 92 furono prodotte complessivamente fino al 1908 in 527 esemplari: 315 esemplari di versioni B e D e 212 esemplari di versioni A e C.
La Type 92 fu affiancata nel 1908 dalla Type 104, una versione a passo decisamente più corto di quello della Type 92 stessa (si passava dai 2.82 metri della Type 92 A e C ai 2.7 m della Type 104). Anche il motore era diverso, trattandosi di un 4 cilindri di cilindrata leggermente inferiore, pari a 3635 cm³. Si trattava comunque di un'auto per persone molto facoltose e anche le prestazioni erano praticamente le stesse. La Type 104 fu prodotta solo nel 1908 in appena 17 esemplari.